# Panchimalco (El Salvador)
Panchimalco (en náhuat Pantichimalku) es un distrito de municipio de San Salvador Sur, del departamento de San Salvador, El Salvador. Según el censo oficial de 2024, tiene una población de 44.404 habitantes. Es el único lugar en el departamento de San Salvador donde todavía se habla Náhuat.

## Toponimia
La palabra Panchimalco proviene del idioma náhuat, y significa 'lugar de banderas y escudos' (panti: bandera; chimal: escudo; ku: lugar de).

## Geografía física
Los ríos principales de la localidad son el Muerto o Cuitapán, Tihuapa y Huiza. En su orografía destacan los cerros Chulo, El Candelero, Guayuma o Chanchate. Su clima es fresco y el monto pluvial anual varía entre 1.250 y 1.750 mm.

## Naturaleza
La vegetación de la localidad consiste en un bosque húmedo subtropical y tropical, incluye las especies: ceiba, maquilishuat, conacaste, pino, laurel, ciprés, cedro, café (introducido), amate y frutales.

## Historia
La población precolombina de Panchimalco fue pipil. Durante la conquista del territorio, por las fuerzas españolas, la zona fue llamada “El Fuerte” por la forma cóncava del terreno que le daba ventaja a los nativos. En 1770 la región perteneció al curato de San Jacinto y seis años después fue parte del partido de San Salvador. Entre 1824 y 1836 fue parte del departamento de San Salvador, y, desde 1824 a 1836, del Distrito Federal Centroamericano. 

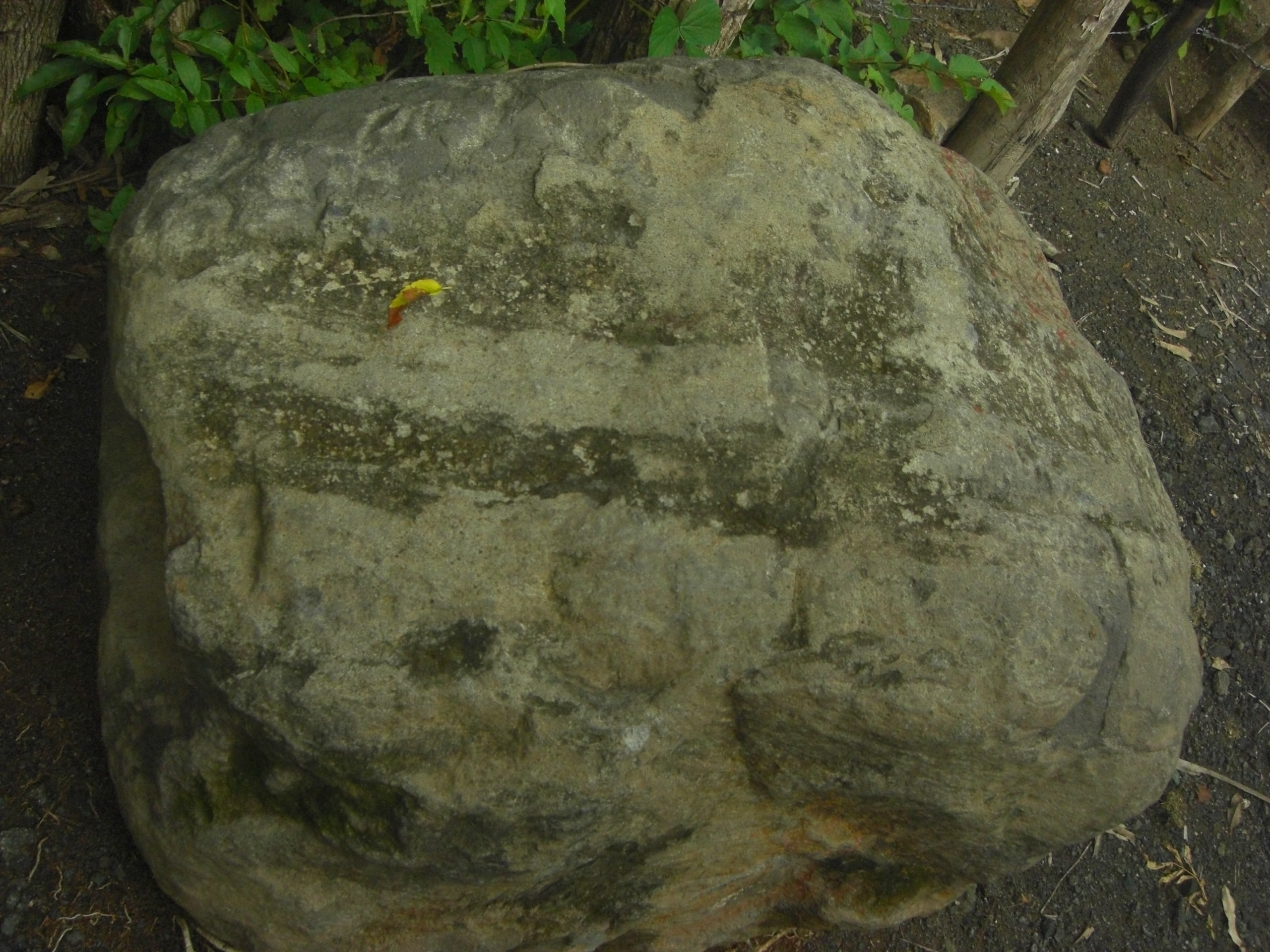
Un petroglifo de la época prehispánica en el cantón Azacualpa, Panchimalco.

En el temblor del 8 de diciembre de 1859, se le hizo una abertura de un extremo al otro cerca de la puerta mayor de la iglesia, el cabildo también fue bastante arruinado, quedando medio derribada una de las paredes y formándose en el suelo aberturas.
En 1865 fue anexado al distrito de Santo Tomás. 
En febrero de 1865 iniciaron las construcciones del panteón del pueblo y la Iglesia del Calvario. El panteón fue concluido en mayo teniendo una circunferencia de 500 varas. La Iglesia del Calvario fue concluida el 13 de diciembre de 1865, teniendo las dimensiones de 21 varas de largo y 11 de ancho y que según el criterio del gobernador de San Salvador Antonio Liévano tenía "la decencia necesaria" y estaba "construida al estilo moderno" de aquél entonces. La municipalidad de ese año dispuso la edificación de la casa de escuela y acopió buenas maderas para ella, pero reservó el trabajo para el siguiente cuerpo municipal. Para las obras de mejoras, la municipalidad en este tiempo se disponía del sobrante del producto de la milpa del común de la cual también servía para la ración del cura párroco.
El alcalde electo para el año de 1872 era don José Vásquez.
El alcalde electo para el año de 1873 era don Sebastián Ramírez.
El 7 de febrero de 1879 la cabecera obtuvo el título de villa por decreto legislativo.
En el 20 de abril de 1893, durante la administración del presidente Carlos Ezeta, la Secretaría de Instrucción Pública y Beneficencia, a propuesta del director general de Educación Pública, acordó el establecimiento de escuelas mixtas en los valles de El Rosario y San Isidro, cuyas dotaciones eran 15 pesos mensuales cada una.
El huracán de principios de junio de 1934 causó unos 54 fallecidos en Panchimalco.

## Geografía humana

### Organización territorial
Administrativamente el distrito se divide en 14 cantones y 65 caseríos.

### Demografía
| Población | Población | Población | Población | Población | Población | Población | Población | Población | IM   | % Urbano |
| Total     | Total     | Total     | área      | área      | área      | área      | área      | área      | IM   | % Urbano |
| Total     | Total     | Total     | Urbana    | Urbana    | Urbana    | Rural     | Rural     | Rural     | IM   | % Urbano |
| Total     | Hombres   | Mujeres   | Total     | Hombres   | Mujeres   | Total     | Hombres   | Mujeres   | IM   | % Urbano |
| --------- | --------- | --------- | --------- | --------- | --------- | --------- | --------- | --------- | ---- | -------- |
| 41,260    | 19,957    | 21,303    | 16,164    | 7,679     | 8,485     | 25,096    | 12,278    | 12,818    | 93.7 | 39.2     |

| Total  | Tramos de edad seleccionados | Tramos de edad seleccionados | Tramos de edad seleccionados | Tramos de edad seleccionados | Tramos de edad seleccionados |
| Total  | 0-3                          | 4-6                          | 7-17                         | 18-59                        | 60+                          |
| ------ | ---------------------------- | ---------------------------- | ---------------------------- | ---------------------------- | ---------------------------- |
| 41,260 | 3,893                        | 3,094                        | 12,186                       | 19,256                       | 2,831                        |

### Economía
Entre las actividades económicas del distrito se encuentran el cultivo doméstico de granos básicos, hortalizas y frutas; además de crianza de ganado vacuno, caballar, porcino, y aves de corral. Existen fábricas de ladrillo y teja, estructuras metálicas, y elaboración de artesanías. Panchimalco cuenta con farmacias, pupuserías y tiendas, entre otros.

#### Turismo
En Panchimalco se localizan algunos sitios de interés, visitados asiduamente por la población del Área Metropolitana de San Salvador. Estos son el Parque Balboa, Parque de la Familia y Puerta del Diablo, ubicados en la urbanización Planes de Renderos. Y en el caso urbano cuenta con interesantes atractivos como la Casa de la Cultura, la Casa Taller Encuentros del reconocido pintor Miguel Ángel Ramírez, el Centro Cultural las Cruces, El Parque Escultórico, La Casa del Artista y el Parque Acuático Municipal.

## Cultura

### Iglesia de la Santa Cruz de Roma

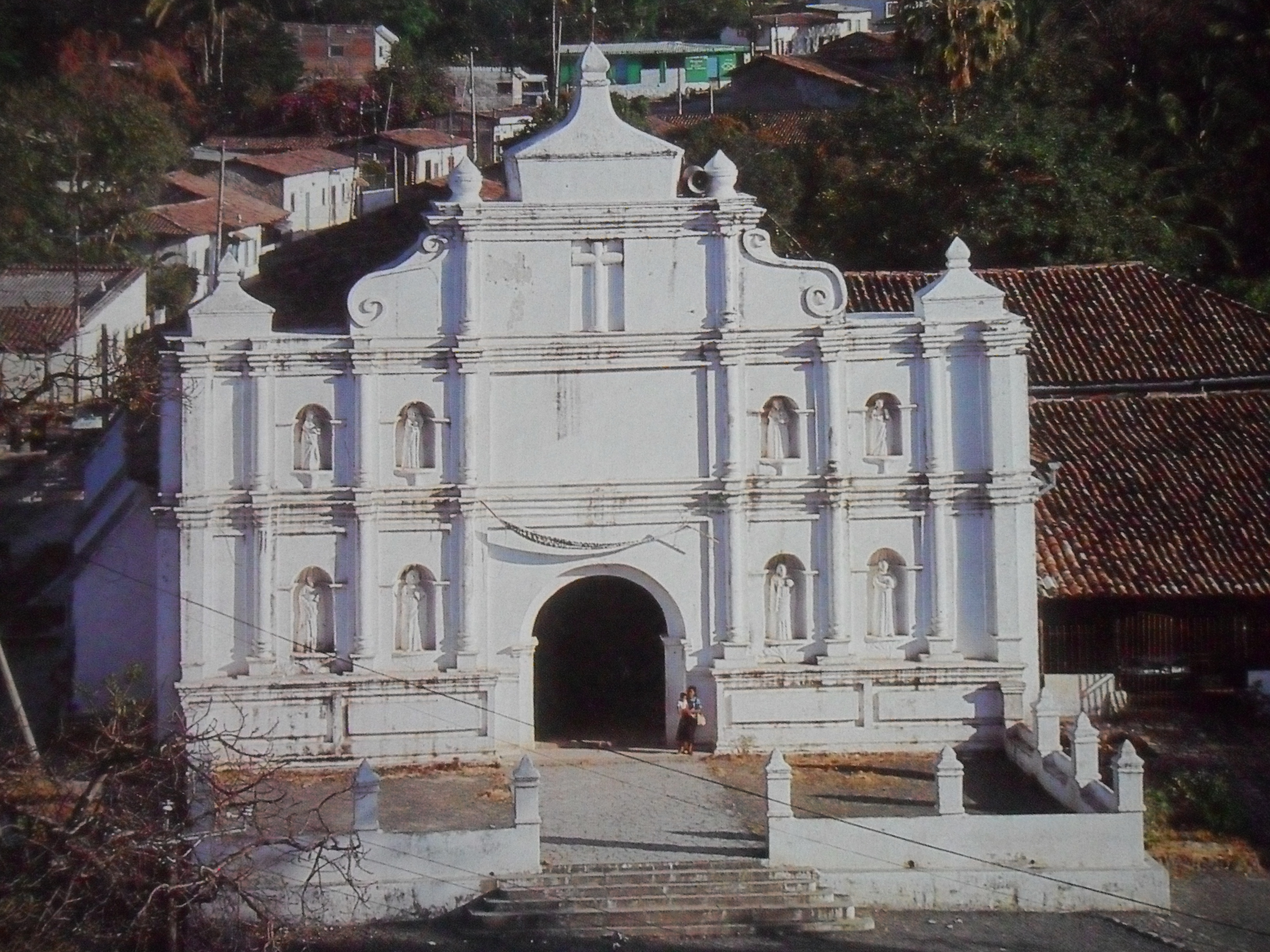
Vista frontal de la iglesia de la Santa Cruz de Roma.

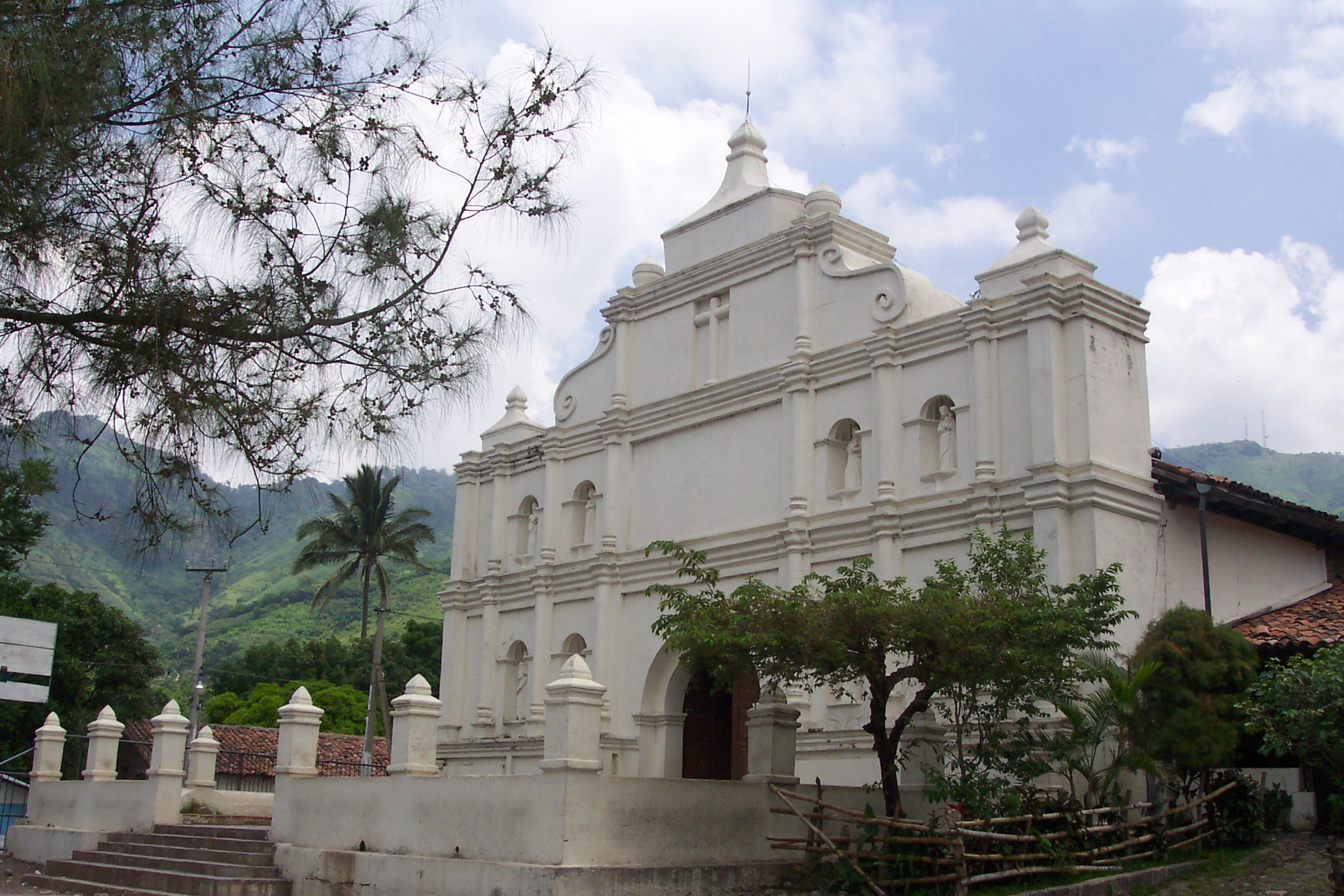
Vista de la iglesia de la Santa Cruz de Roma en Panchimalco.

Este templo fue construido alrededor del año 1730 por los nahuas, dirigidos a su vez por frailes religiosos. Su fachada es barroca y mide 40 metros de longitud por 18 de ancho. Su bóveda es reforzada por 16 columnas de madera de bálsamo.

### Feria cultural de las flores y las palmas

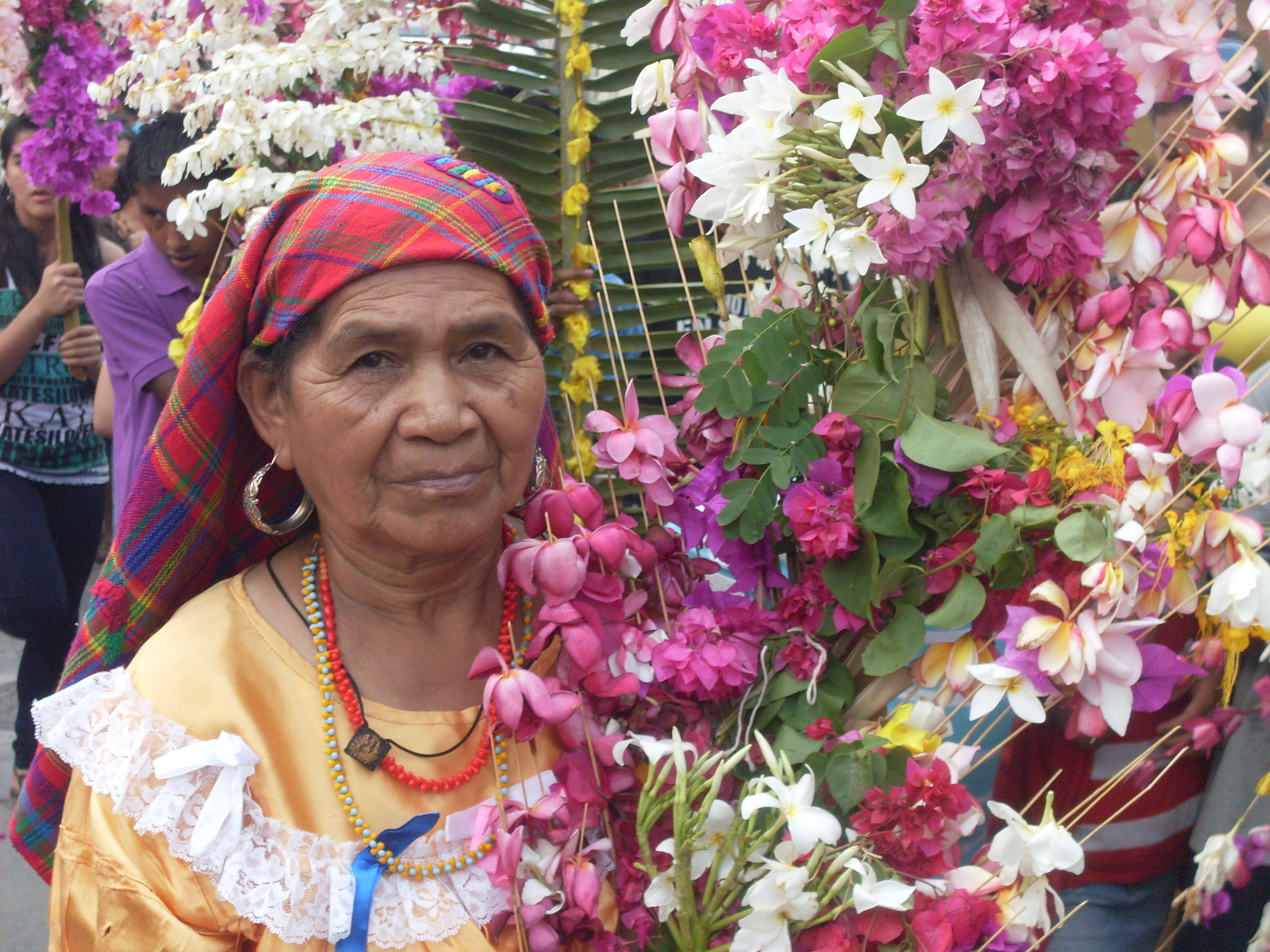
Salvadoreña con vestimenta tradicional de la "Procesión de las Palmas".

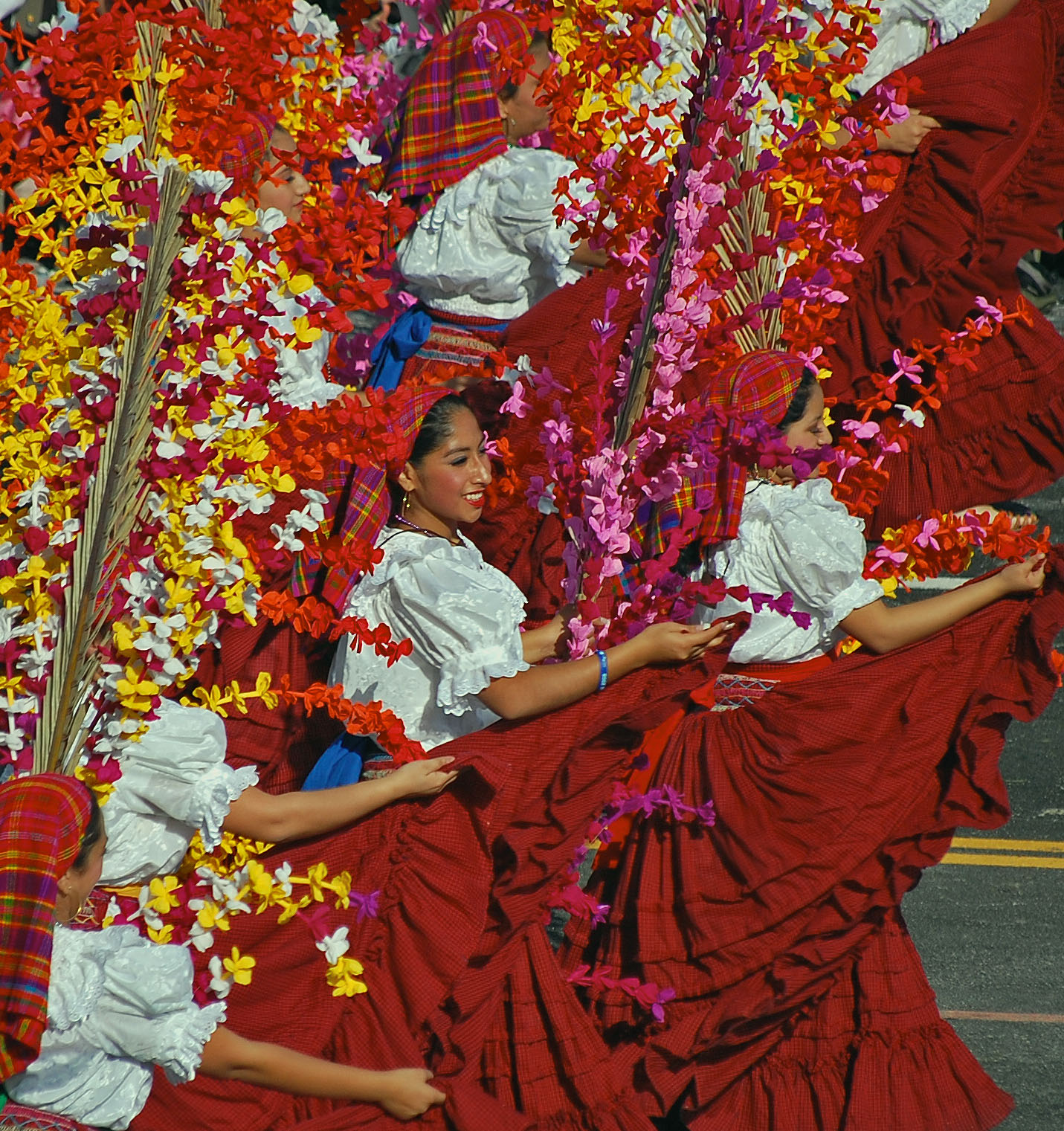
Un grupo de jóvenes representó en el Desfile de las Rosas en Los Ángeles, Estados Unidos, la procesión de las Palmas de Panchimalco.

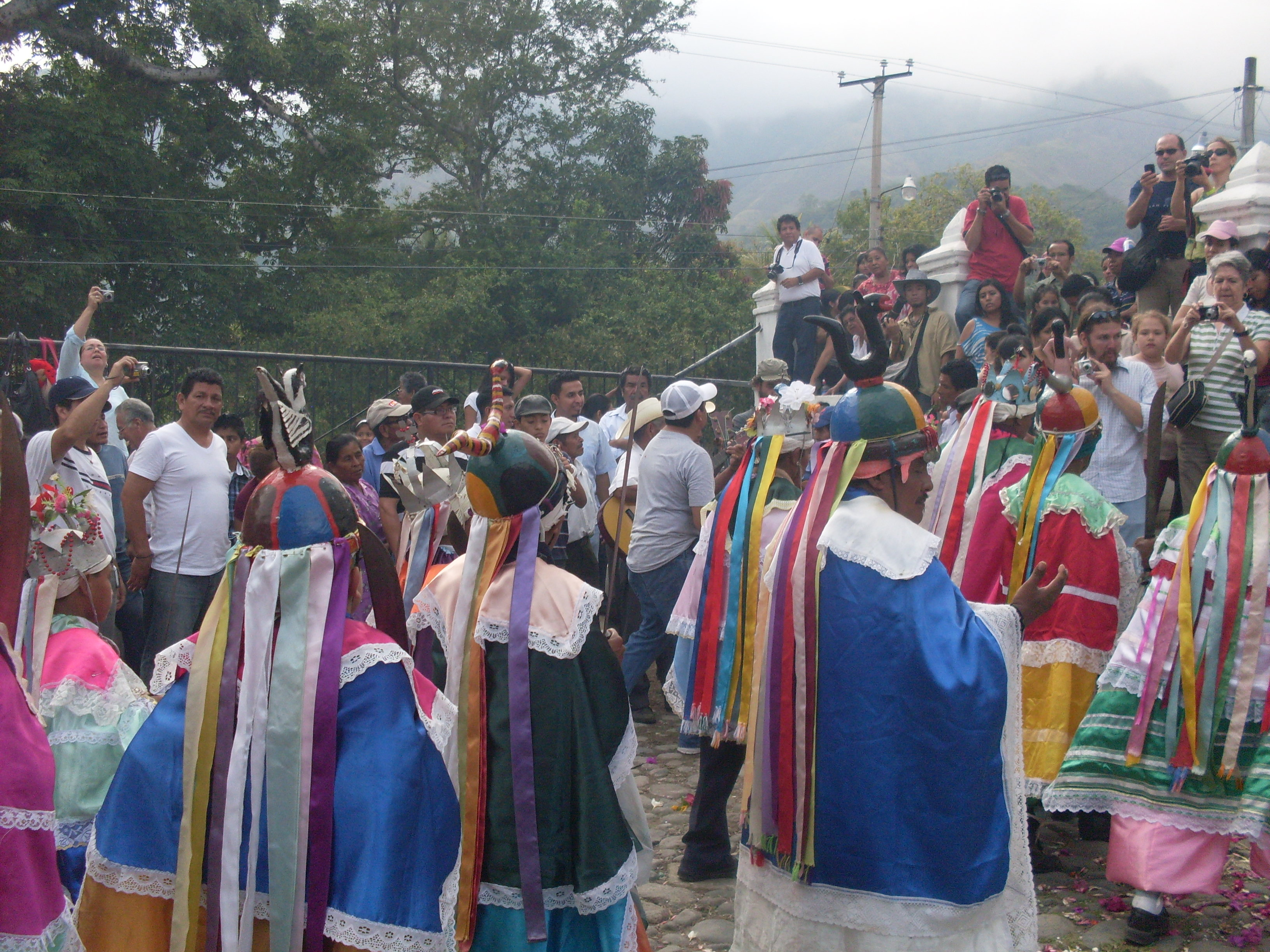
Representación de la danza tradicional Los Historiantes.

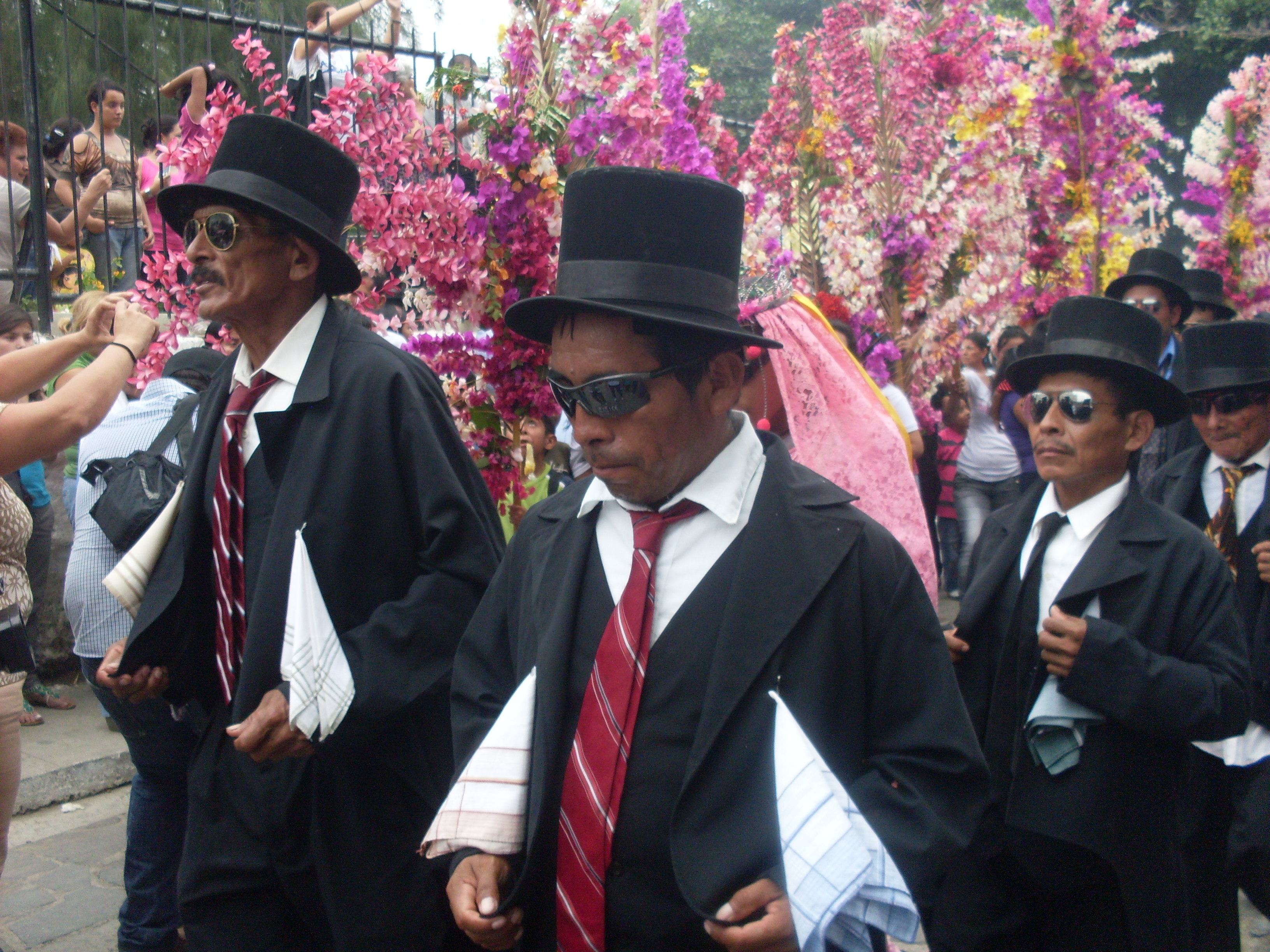
Representación de la danza tradicional Los Chapetones.

Las fiestas patronales de Panchimalco se celebran entre el 13 y 14 de septiembre en honor de la Santa Cruz de Roma. Sin embargo, el primer domingo de mayo tiene lugar la festividad más popular y colorida de la localidad llamada “Feria cultural de las flores y las palmas” o simplemente “Procesión de las palmas” en honor de la Virgen María, festividad a cargo de una “Cofradía de las flores y las palmas”. En este día hay representaciones de las danzas tradicionales de los Chapetones y los Historiantes.
El evento más colorido es la procesión religiosa. En ella los asistentes portan palmas de coco que llevan insertadas flores de temporada. La multitud parte desde tres puntos de la localidad cargando imágenes de la Virgen María. El evento culmina en una misa en la iglesia. En medio de las celebraciones hay venta de comida tradicional salvadoreña.

### Cultura Náhuat hoy

EL SALVADOR. Rodaje de una película por parte del equipo de filmación de la UNESCO en el pueblo indio de Panchimalco

Panchimalco es uno de los lugares donde todavía se habla el Náhuat, de hecho es el único lugar en San Salvador donde todavía hay hablantes de este idioma. Y hasta incluso hay escuelas donde se enseña el Náhuat como segunda lengua.

## Miscelánea
- En Panchimalco se filmó la película de 1954 El pirata negro, en cuyo rodaje los habitantes intervinieron como extras.
- La evolución del nombre de la localidad ha sido: Panchimalco (1548), Santa Cruz de Panchimalco (1689, 1740) y Panchimalco desde 1770.
- Representativo de esta zona es la vestimenta colorida a cuadros que usan las mujeres. Aunque es una minoría quienes la usan en la actualidad, puede ser observada en las celebraciones principales del poblado.
- Los habitantes son conocidos como “Panchos” o “Panchitas”, a las mujeres.

## Localidades hermanadas
- Diriamba, Nicaragua.
- Hempstead (Nueva York), Estados Unidos.
- Rámenskoye, Rusia.